# کیرنبرگ آندر مانک
کیرنبرگ آندر مانک (به آلمانی: Kirnberg an der Mank) یک منطقهٔ مسکونی در اتریش است که در ناحیه ملک واقع شده‌است. کیرنبرگ آندر مانک ۱٬۰۰۹ نفر جمعیت دارد.